# تآثر مغزلي مداري
ترابط مغزلي مداري أو ترابط العزم المغزلي بالعزم المداري في ميكانيكا الكم (بالإنجليزية: Spin-orbit Coupling) هي عملية ترابط العزم المغزلي للإلكترون بالعزم المغزلي لمداره في الذرة لتكوين محصلة تشكل العزم الزاوي الكلي. وعلى سبيل المثال يمكن للعزم المغزلي لجسيم أن يتآثر بعزمه المداري من خلال ما يسمى بالتآقر المغزلي المداري ، ويكون تفاعل الجسيم فيزيائيا معتمدا على ترابط عزمه المغزلي بعزمه المداري. أو نفترض جسيمان مشحونان ويختص كل منهما بعزم زاوي فيمكن للجسيمين أن يتفاعلا عن طريق قوة كولوم ويشتبكا بحيث تنتج محصلة لعزمهما الزاوي الكلي ، ويشكل هذا الاشتباك مرحلة مهمة في حل معادلة شرونجر لحالة تآثر جسمين.
في كلتا الحالتين لا يصبح العزم الزاوي المنفرد لكل جسيم ثابتا للحركة وإنما تكون محصلتهما ثابتا للحركة (انظر انحفاظ الزخم الزاوي). ويشكل الترابط بين العزم المغزلي للإلكترون بالزخم المداري خاصة هامة في كيمياء الكم. وكذلك يلعب الارتباط بين العزم المغزلي والمداري في نموذج الأغلفة النووية دورا هاما في تحديد خواص نواة الذرة.
نتعامل هنا مع قانون انحفاظ الزخم الزاوي وهو يسري أيضا على الأجرام السماوية. وفي الحالات البسيطة لا يلعب متجه الزخم الزاوي لكوكب دورا منفردا في وصف حركته وإنما الترابط بين الزخمين المغزلي والمداري والنسبة بين معدل لف الكوكب حول محوره إلى معدل دورانه حول جرم سماوي آخر. ويسمى ذلك أحيانا رنين مداري. وتكون نتيجة هذا الترابط حركة مد وجزر.

## النظرية
يعتبر الزخم الزاوي لنظام ثابتا للحركة في نظام متحرك. تتحرك فيه الأجسام (انحفاظ الزخم الزاوي). أي لا يتغير مع الزمن ، وذلك في حالتين :
1) أن يكون النظام معتمدا على مجال تجاذبي كروي متناسق ،
2) أن يتحرك النظام طبقا ل ميكانيكا الكم في حيز كروي متناسق.
وطبقا امبدأ عدم التأكد ل هيزنبرج فيمكن للزخم الزاوي أن يصبح مقداره كبيرا
آنيا مع احتفاظه بعدده الكمي.
ومثال على الحالة الأولى نجده في إحدى الذرات التي تتعرض فيها الإلكترونات إلى مجال كولوم الكهربائي للنواة. فإذا أهملنا التآثر بين الإلكترونات وبعضها (وأهملنا تآثر آخر ضعيف مثل الترابط المغزلي المداري) فإن الزخم الزاوي المداري l لكل إلكترون يشارك في الطاقة الكلية للإلكترونات. وتكون الطاقة الكلية في هذا النظام هي مجموع طاقة الحركة لجميع الإلكترونات حيث أن القوة المؤثرة هي قوة كولوم بين الغلكترونات والنواة. وكل إلكترون يشارك بمقدار زخمه الحاص به (l(i ويكون كل منها ثابتا للحركة ، أي يتبع مبدأ انحفاظ الزخم الزاوي.
وفي مثال على الحالة الثانية نعتبر جسما يدور حول محوره في الفراغ (بعيدا عن أي مؤثرات خارجية) ، ففي تلك الحالة يكون الزحم الزاوي للجسم ثابتا للحركة ، أي لا يتغير مع الزمن.
وقد اعتبرنا في الحالتين مناقشة النظام من وجهة الميكانيكا الكلاسيكية. وأما النوع الثالث لانحفاظ الزخم الزاوي فهو يتعلق بالزخم الزاوي المتعلق بالعزم المغزلي (للجسيمات الأولية ، مثل الإلكترون)، والذي لا يوجد له مثيل في الميكانيكا التقليدية. ولكن مبادئ ارتباط الزخم الزاوي تنطبق أيضا على العزم المغزلي.
نعتبر إلكترونين 1 و 2 فيغحدى الذرات (مثل ذرة الهيليوم). فإذا لم يوجد تآثر بينهما ويكون التآثر الوحيد هو بين كل إلكترون مع النواة ، فيمكن للإلكترونين الدوران حول النواة كل حرية ولا يكون متآثرا بحركة الإلكترون الآخر. في نفس الوقت يحتفظ كل إلكترون بطاقته الخاصة به ويكون المعاملان l(1) و(l(2 ،كل منهما ثابتا للحركة.
ولكن عندما نسمح بالتآثر بين الإلكترونين وهو يعتمد عل المسافة بينهما (d(1,2 فتصبح حركة الإكترونين مرتبطة ببعضهما البعض ويكونان متناظرين بالنسبة إلى (d(1,2. ولا تصبح أي من
(l(1 أو (l(2 بمفرده ثابتا للحركة وإنما (L = l(1) + l(2. ونظرا لأن كل إلكترون له طاقة كمومية ذاتية متعلقة ب (l(1) and l(2 فإن التشابك لتكوين الحالة الكمومية L - وهي ثابت للحركة - هي الترابط بين الزخم الزاوي لكلا الإلكترونين 1 و 2.
وفي ميكانيكا الكم يحدث أيضا ترابطا بين الزخم الزاوي لجسيم بين زخمه المغزلي وزخمه المداري.

## الصيغة الرياضية
في الذرات الخفيفة (وهي بصفة عامة ذات عدد ذري أقل من 30) يتآثر العزم المغزلي للإلكترونات si ويكونون سويا محصلة للعزم المغزلي الكلي . ونفس ذلك التآثر يحدث للزخم المداري li, للإلكترونات مكونة زخم مداري كلي L. ويسمى التآثر بين
الأعداد الكمية L and S  ترابط LS  (أو ترابط راسل-ساندرس ]]). وبناء على ذلك فإن S وL يتشابكان ويكونان الزخم المداري الكلي J :
{\displaystyle \mathbf {J} =\mathbf {L} +\mathbf {S} ,\,}
حيث:
{\displaystyle \mathbf {L} =\sum _{i}\mathbf {l} _{i}.}
و
{\displaystyle \mathbf {S} =\sum _{i}\mathbf {s} _{i}.\,}
وتعتبر هذه العلاقة علاقة تقريبية طالما لا يوجد مجال مغناطيسي خارجي قوي. أما في وجود مجال مغناطيسي قوي خارجي فإن ذلك الاشتباك ينفك ، مما يعمل على انشقاق مستويات الطاقة ويصبح نصيب الترابط LS صغيرا في تحديد مستويات الطاقة للإلكترونات.

## الترابط JJ
تكون الأوضاع في حالة في الذرات الثقيلة مختلفة. ففي الذرات ذات شحنة كبيرة في النواة يكون التآثر بين العزم المغزلي والمداري عادة بنفس حجم التآثر بين الإلكترونات وبعضها وبنفس حجم التآثر بين الزخم المداري بين الإلكترونات أو أكبر. في تلك الحالة ، يميل كل زخم مداري li إلى الارتباط بالعزم المغزلي للإلكترون si مكونا زخم زاوي كلي خاص بالإلكترون ji. وتتحد مع بعضها مكونة الزخم الزاوي الكلي J للذرة.
{\displaystyle \mathbf {J} =\sum _{i}\mathbf {j} _{i}=\sum _{i}(\mathbf {l} _{i}+\mathbf {s} _{i}).}
وهذا النوع من الترابط الذي يختص بالذرات الثقيلة يسمى ترابط jj .

## ترابط مغزلي-مغزلي
- انظر أيضا ترابط ثنائي الأقطاب في مطيافية الرنين النووي المغناطيسي NMR spectroscopy.

الترابط المغزلي-المغزلي ss-coupling هو ترابط بين العزم المغزلي لجسيمات مختلفة ، مثل النواة والإكترونات. كما يحدث هذا الترابط (أو الاشتباك) بين كل زوج للعزم المغزلي لنواتين في جزيئ أو في بنية بلورية. وهي خاصية تُستغل في مطيافية الرنين النووي المغناطيسي . وبواسطتها يمكن تعيين خصائص تفصيلية عن التكوين البنائي للجزيئات ودراسة الترابط المغزلي-مغزلي بين العزم المغزلي للنواة والعزم المغزلي للإلكترونات ، وهذا الترابط المغزلي-مغزلي هو المسؤول عن تأثيرات البنائية الدقيقة الفائقة في تشكيل أطياف الذرات.

## ترابط نووي
يكون التآثر بين العزم المغزلي والمداري في النواة الذرية أقوي كثيرا عن التآثر بين الإلكترونات في الذرة ، وهذا التآثر يتعلق مباشرة بنموذج نووي مداري للنواة . وبغض النظر عن رموز المجموعات الناتجة عن الإلكترونات في أطياف الذرة فإن أقل مستوى طاقة في النواة لا يكون الترابط L − S وإنما l + s. وتنشطر جميع مستويات الطاقة للنواة التي تتميز بعدد l للزخم المداري الزاوي أكبر من الصفر تنشطر طبقا لنموذج المداري مكونة مستويات طاقة تتسم بالترابطين l + s وl − s.
وطبقا لطبيعة نموذج الأغلفة النووية الذي يفترض وجود جهد متوسط بدلا من جهد كولوم المركزي فتتخذ النوكليونات التي ترتبط بمستويات طاقة l + s وl − s في النواة فهي تعتبر بأنها منفطرة (منشقة بمعنى أن المدار 2p 2/3 يحتوي على 4 نيوكليونات (بروتونات ونيوترونات) وكل منهم بنفس الطاقة). أما مستويات الطاقة الأعلى من 2p 1/2 فتحتوي كل منها على نيوكلونين لهما نفس الطاقة.